# San Vito di Leguzzano
San Vito di Leguzzano é uma comuna italiana da região do Vêneto, província de Vicenza, com cerca de 3.390 habitantes. Estende-se por uma área de 6 km², tendo uma densidade populacional de 565 hab/km². Faz fronteira com Malo, Marano Vicentino, Monte di Malo, Schio.

## Demografia
| Variação demográfica do município entre 1861 e 2011                               |
|                                                                                   |
| Fonte: Istituto Nazionale di Statistica (ISTAT) - Elaboração gráfica da Wikipedia |